# غنيمون عاري الأزهار
جنتوم عاري الأزهار (الاسم العلمي:Gnetum nodiflorum) هي نوع من النباتات يتبع جنس الجنتوم من فصيلة الجنتوية.